# Images (album de Jean-Michel Jarre)
Albums de Jean Michel Jarre
En attendant Cousteau
(1990) Chronologie
(1993)
Images est une compilation de Jean Michel Jarre, sortie en 1991. Elle regroupe plusieurs de ses compositions issues d'albums sortis entre 1976 et 1990.

## Liste des titres
| 1.  | Oxygène (Part 4)                              | 3:09 |
| 2.  | Équinoxe (Part 5)                             | 3:22 |
| 3.  | Chants Magnétiques / Magnetic Fields (Part 2) | 3:50 |
| 4.  | Oxygène (Part 2)                              | 3:19 |
| 5.  | Computer weekend                              | 3:34 |
| 6.  | Équinoxe (Part4)                              | 3:13 |
| 7.  | Ethnicolor 1                                  | 3:42 |
| 8.  | Zoolookologie                                 | 3:45 |
| 9.  | L'orchestre sous la pluie / Band in the rain  | 1:26 |
| 10. | Orient express                                | 3:20 |
| 11. | Calypso 1                                     | 3:06 |
| 12. | Calypso 3 (Fin de siècle)                     | 3:43 |
| 13. | Fourth Rendez-vous                            | 3:23 |
| 14. | Moon machine                                  | 3:00 |
| 15. | Eldorado                                      | 3:40 |
| 16. | Globe trotter                                 | 3:29 |
| 17. | Second Rendez-vous                            | 8:48 |

| 1.  | Oxygène (Part 4)                              | 3:09 |
| 2.  | Équinoxe (Part 5)                             | 3:22 |
| 3.  | Chants Magnétiques / Magnetic Fields (Part 2) | 3:50 |
| 4.  | Oxygène (Part 2)                              | 3:19 |
| 5.  | Computer weekend                              | 3:34 |
| 6.  | Équinoxe (Part4)                              | 3:13 |
| 7.  | Ethnicolor 1                                  | 3:42 |
| 8.  | London kid                                    | 3:47 |
| 9.  | L'orchestre sous la pluie / Band in the rain  | 1:26 |
| 10. | Orient express                                | 3:20 |
| 11. | Calypso 1                                     | 3:06 |
| 12. | Calypso 3 (Fin de siècle)                     | 3:43 |
| 13. | Fourth Rendez-vous                            | 3:23 |
| 14. | Moon machine                                  | 3:00 |
| 15. | Eldorado                                      | 3:40 |
| 16. | Globe trotter                                 | 3:29 |
| 17. | Second Rendez-vous                            | 8:48 |

| 1.  | Oxygène (Part 4)                              | 3:09 |
| 2.  | Équinoxe (Part 5)                             | 3:22 |
| 3.  | Chants Magnétiques / Magnetic Fields (Part 2) | 3:50 |
| 4.  | Oxygène (Part 2)                              | 3:19 |
| 5.  | Computer Weekend                              | 3:34 |
| 6.  | Équinoxe (Part 4)                             | 3:13 |
| 7.  | Ethnicolor 1                                  | 3:42 |
| 8.  | L´Orchestre Sous La Pluie / Band In The Rain  | 1:26 |
| 9.  | Orient Express                                | 3:20 |
| 10. | Calypso 1                                     | 3:06 |
| 11. | Calypso 3 (Fin De Siecle)                     | 3:43 |
| 12. | Fourth Rendez-Vous                            | 3:23 |
| 13. | Moon Machine                                  | 3:00 |
| 14. | Eldorado                                      | 3:40 |
| 15. | Globe Trotter                                 | 3:29 |
| 16. | Wooloomooloo                                  | 3:21 |
| 17. | Blah Blah Cafe                                | 3:26 |
| 18. | London Kid                                    | 3:47 |
| 19. | Zoolookologie                                 | 3:48 |
| 20. | Second Rendez-Vous                            | 8:48 |

## Autour de l'album
- Cet album a la particularité de contenir trois morceaux inédits : Moon machine, composé en 1986 et présent sur la face B du single Rendez-vous IV ; Eldorado et Globe Trotter, composés à l'origine pour un concert initialement prévu en Amérique Latine mais finalement annulé en 1991. La version de Chants magnétiques 2 présente sur cette compilation peut également être qualifiée d'inédite car elle diffère nettement de l'original au niveau de certaines sonorités et du mixage.
- La majeure partie des morceaux a été jouée durant le concert à Paris-La Défense.
- La plupart des morceaux ont été édités (raccourcis) avec parfois un montage inédit rendu possible par l'utilisation des nouveaux outils audio-numériques (Pro Tools). Les transitions travaillées entre les morceaux donnent l'impression d'écouter une seule piste, à l'image de l'album Amarok de Mike Oldfield.
- On peut remarquer que l'album le plus représenté sur la compilation est sans conteste Zoolook, avec pas moins de quatre morceaux, dont Ethnicolor (en version courte pour les besoins de la compilation).
- Deux éditions de l'album ont vu le jour en 1991 : l'une concernait le marché français et incluait le titre Zoolook, tandis que l'autre intégrait London kid et se tournait vers le marché anglais et international. En 1997 une version « définitive » complétée est sortie, où l'on retrouva donc les deux morceaux cités.